# Karl Borromäus Alexander Sessa
Karl Borromäus Alexander Sessa (geboren 20. Dezember 1786 in Breslau, Preußen; gestorben 4. Dezember 1813 in Breslau) war ein deutscher Arzt und Dramatiker.

## Leben
Alexander Sessa erhielt zunächst zu Hause Privatunterricht, er besuchte nur kurz das Matthias-Gymnasium in Breslau und studierte Philosophie in Breslau mit einem Magisterabschluss und danach Medizin in Breslau und Halle an der Saale. Nach der napoleonischen Schließung der Universität Halle zog er 1806 weiter zum Augenheilkundler Georg Joseph Beer an die Universität Wien. Er wurde 1808 an der Universität Frankfurt an der Oder promoviert. Sessa ließ sich in Breslau als praktischer Arzt nieder und wurde Anfang 1813 beim Ausbruch einer Typhusepidemie zum Kreisarzt bestellt. Er verfasste einige Abhandlungen über Augenkrankheiten, die im Schlesischen Correspondenzblatt veröffentlicht wurden.

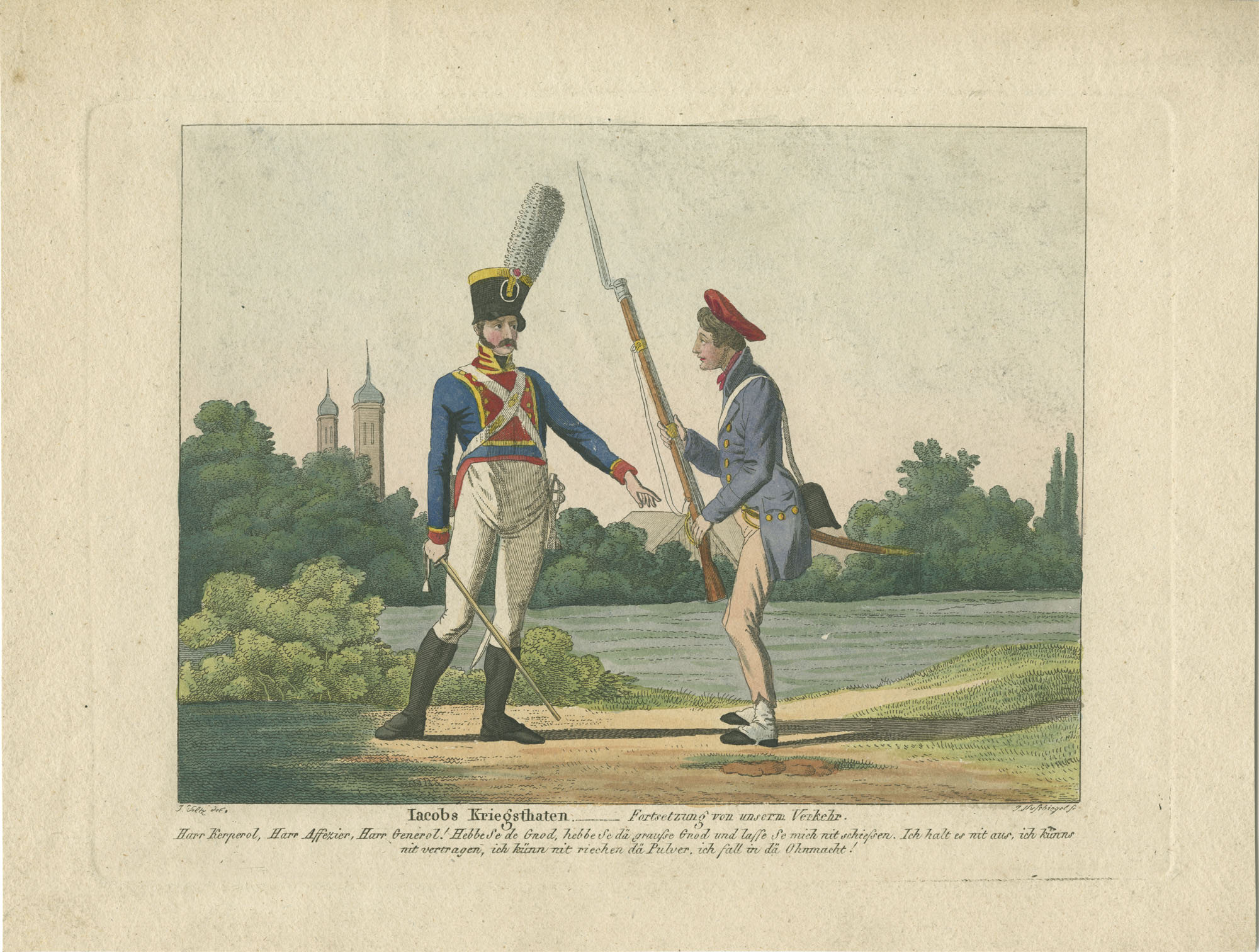
Johann Michael Voltz, Johann Nussbiegel: Illustration zu Jakobs Kriegstaten (um 1819).

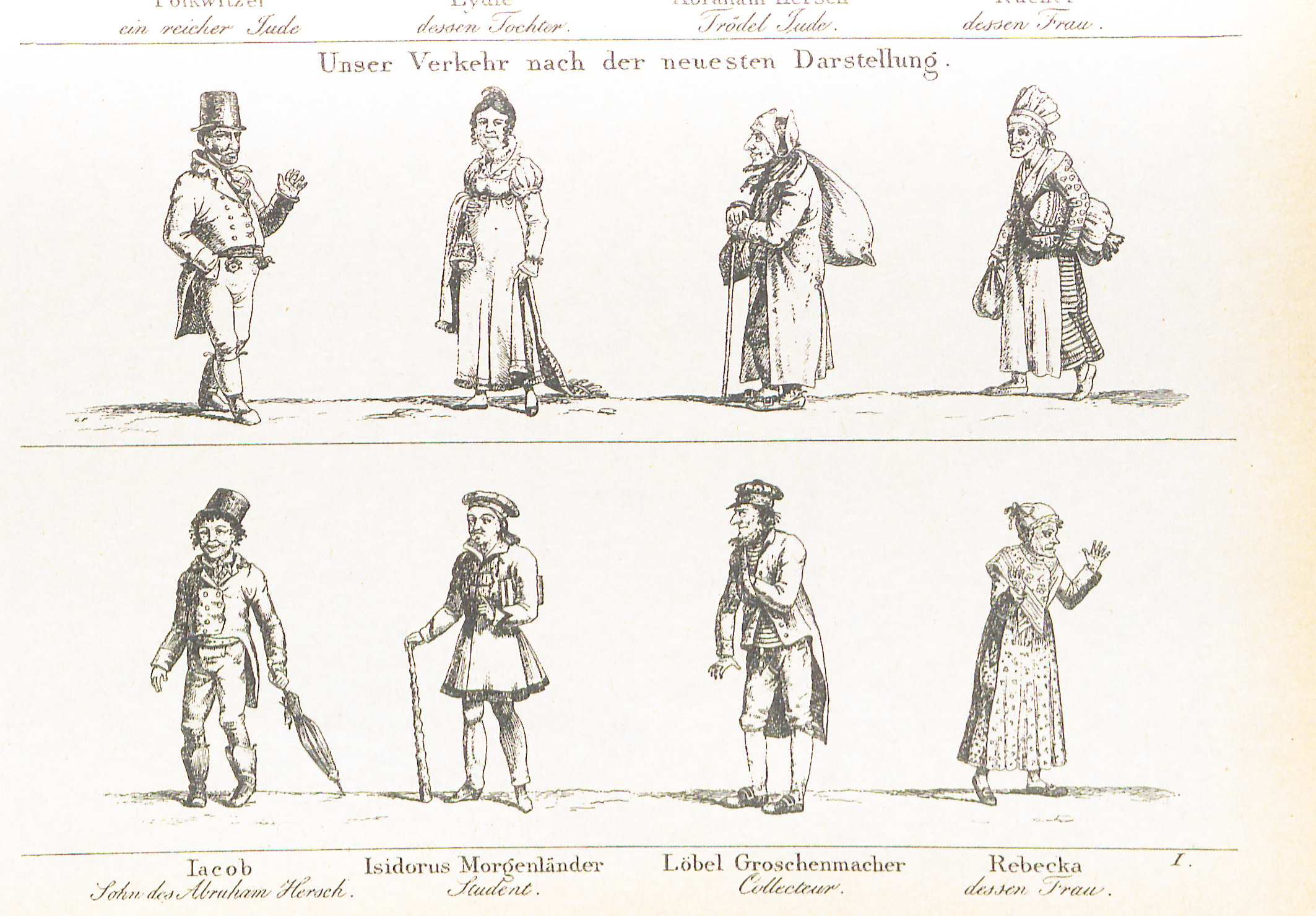
Personen der Handlung in Unser Verkehr (1825).

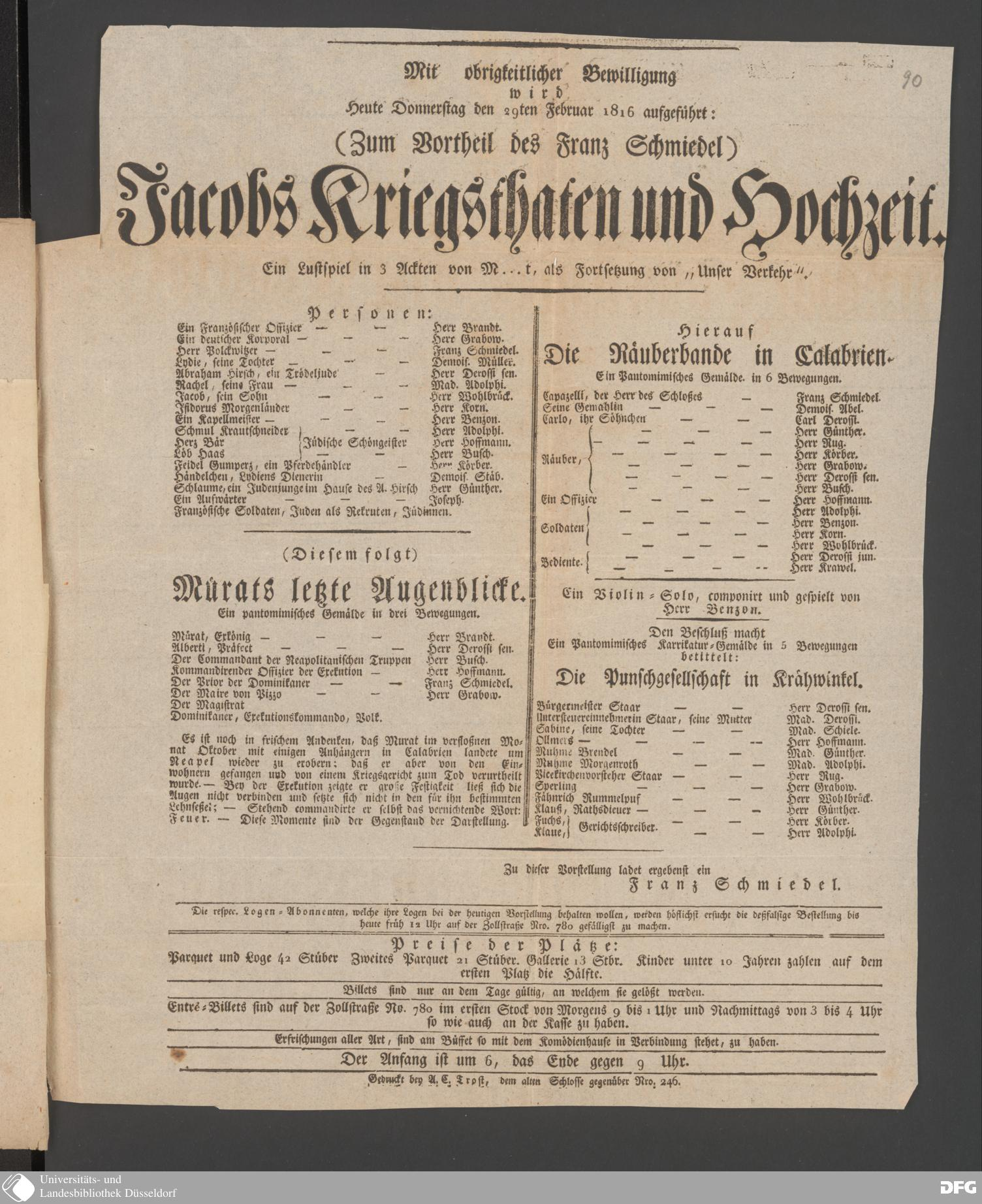
Anonym: Jakobs Kriegsthaten und Hochzeit. Aufführung in Düsseldorf 1816

Sessa schrieb seit seiner Jugend Gedichte und Theaterstücke. Seine Gedichte, die er in der Schlesischen Gesellschaft für vaterländische Kultur rezitierte, in der er als Mediziner Mitglied war, blieben ungedruckt. Er war als Bühnenschreiber ein Dilettant, hatte aber als Hausarzt des Schauspielers Ludwig Devrient eine Verbindung zur Breslauer Bühne.

## Die PosseUnser Verkehr
Vermutlich als Reaktion auf das preußische Emanzipationsedikt von 1812 schrieb er eine Posse, in der die gesellschaftlichen Aufstiegsbestrebungen der Juden karikiert werden. Im Zentrum steht die Darstellung der Gier nach müheloser Bereicherung, die „die Juden“, überhistorisch, in ihrer Handlungsweise beherrsche. Dem Publikum werden jüdische Figuren präsentiert, deren sprachlicher Akzent ihre Bemühungen um Akkulturation denunziert. Die Theaterposse, deren Struktur den Schauspielern Raum für Improvisation und Klamauk und Interaktion mit dem Publikum gibt, spielt nicht in bürgerlichen Häusern und geistigen Innenräumen, sondern auf der Straße im Ghetto, zu der der Protagonist Jakob am Ende zurückkehrt, nunmehr wieder als Straßenhändler.
Unter dem (jüdelnden) Pseudonym Samson Eidechs wurde sein Stück Die Judenschule am 13. Februar 1813 in Breslau uraufgeführt, das Stück wurde allerdings bereits nach zwei Vorstellungen wegen der offensichtlichen judenfeindlichen Inhalte von der Theaterzensur gestrichen. Sessa starb im selben Jahr an Typhus.
Devrient nahm das Stück mit nach Berlin, als er im März 1815 an das Königliche Schauspielhaus engagiert wurde. Das Stück wurde dort unter dem Titel Unser Verkehr geprobt und angekündigt, in der Inszenierung sollten er und Albert Wurm die männlichen Hauptrollen spielen. Wegen der judenfeindlichen Inhalte intervenierte Israel Jacobson beim Staatskanzler Hardenberg, der die Premiere in letzter Minute zum Missfallen der Schauspieler und des versammelten Premierenpublikums verbot, was allerdings das Gegenteil bewirkte, vielleicht würden [die Juden] verständiger gehandelt haben, wenn sie ihre Empfindlichkeit nicht offenbart hätten, gleichwohl war es eine gerechte Selbstverteidigung, so Ludwig Börne 1818. Der Komiker Wurm machte in der Ersatzaufführung und in anderen Auftritten Andeutungen und Gesten, die sich auf das Stück und sein Verbot bezogen, und steigerte so die Neugier in der Öffentlichkeit. Die Presse nahm sich der Sache an und brachte, auflagensteigernd, Sensationsmeldungen, Glossen und Satiren über das Verbot. Die Berliner Theaterzeitung Dramaturgisches Wochenblatt druckte vorab einzelne Szenen und versuchte damit die Zahl seiner Abonnenten zu steigern. Das in Tübingen herausgegebene Morgenblatt für gebildete Stände berichtete am 1. August 1815 von einem Geschrey nach „Unser Verkehr“ und zitierte die Forderung die Juden sollen sich nicht durchsetzen. Der Berliner Polizeipräsident Paul Ludwig Le Coq sah die Unruhe und machte Druck auf Hardenberg, das Stück freizugeben. Der Streit um die Aufführung hatte sich zu einem gesellschaftlichen Machtkampf verschärft.
Eine vom Schauspielhausintendanten Carl von Brühl überarbeitete und damit vermeintlich entschärfte Version wurde von der Zensur genehmigt und wurde am 2. September 1815 erstaufgeführt. Das Stück Unser Verkehr wurde für das Schauspielhaus ein Kassenerfolg ohne Vorbild und noch im gleichen Jahr wurde es in Braunschweig und Halle inszeniert und im Folgejahr auch in Bremen, Breslau, Frankfurt am Main, Kassel, Köln, Königsberg und anderen deutschen Städten auf die Bühne gebracht. Das Dramaturgische Wochenblatt gab Mitte Oktober 1815 einen vollständigen Text unter dem Titel Unser Verkehr heraus.
Das Stück Unser Verkehr wurde nachgeahmt und es wurden Fortsetzungen des Plots inszeniert, ohne dass heute klar ist, welchen Anteil Sessas nachgelassene Werke daran haben. Auch nachdem die erste Aufregung abebbte, hatte sich das Stück in der deutschen Lustspielwelt so weit etabliert, dass der Reclam-Verlag es 1868 als Band 129 in der Reclams Universal-Bibliothek druckte. Im Jahr 1938 wurden bis dahin 13 Auflagen (Ausgaben) gezählt, es lassen sich auch Übersetzungen ins Dänische (1816) und Schwedische (1818) feststellen.  Das Stück wurde auch mit antijüdischen Illustrationen versehen verbreitet. Eine dänische Bearbeitung stammt von dem jüdischen Autor Henrik Hertz unter dem Titel Sparekassen (1836).
Als literarische Reaktion wurden Gegenstücke geschrieben, so von Julius von Voß Euer Verkehr, 1816, und von Simon Höchheimer Der Spiegel für Israeliten. Ein Gegenstück zu der Posse: „Unser Verkehr“, 1817. Die literarische Theaterkritik zeigte zwar die Schwächen des Stückes auf und zeigte sich indigniert über den dargestellten Pöbel, sie übersah dabei beifällig oder unterschätzte die politische Wirkung des Stückes. Rahel Varnhagen reihte das Stück unter die judenfeindlichen Vorläufer der Hep-Hep-Krawalle 1819 ein.
Die Germanistin Elisabeth Frenzel fasste im Jahr 1940 in ihrer Dissertation an der Universität Berlin Die Gestalt des Juden auf der neueren deutschen Bühne die Erfolgsgeschichte aus nationalsozialistischer Sicht zusammen. Nach dem Ende des Nationalsozialismus erwähnte sie weder ihre Dissertation und die darin enthaltene Würdigung der Posse, noch in ihrem Übersichtswerk zur deutschen Dichtung die Posse und den Possenschreiber Sessa. Martin Gubser fasste 1998 Sessas zwei zur Aufführung gebrachten Possen unter die Kategorie des Literarischen Antisemitismus.

## Ausgaben
Das Stück Unser Verkehr ist posthum erschienen. Die Autorenschaft Sessas für Unser Verkehr ist durch die Aufführung in Breslau und den Nachruf verbürgt. Unklar ist, was in der redigierten Textfassung von Carl von Brühl noch von Sessa stammt. Die folgende Übersicht orientiert sich im Wesentlichen an Volkmar Eichstädt (1938).
Für das hier angehängte zweite Stück Jakobs Kriegsthaten und Hochzeit ist eine Autorenschaft Sessas nicht nachweisbar. Es gehört zu den Seitenstücken, doch wegen seiner Verbreitung in mehrfachen Auflagen und Nachdrucken wird es in die Übersicht mit übernommen. Mit großer Wahrscheinlichkeit war der Verfasser Gerhard Friederich oder sein Neffe Johann Konrad Friederich.
Unser Verkehr
- [ohne Verfasserangabe]: Unser Verkehr. Von einem Christen. Haberland, Königsberg 1815.[19]
- [ohne Verfasserangabe]: Unser Verkehr. Eine Posse in einem Akte. Nach der Handschrift des Verfassers. o. O. [um 1815].[19]
- [ohne Verfasserangabe]: Unser Verkehr. Haas, Wien [um 1815].[19]
- [ohne Verfasserangabe]: Unser Verkehr. 2. Auflage mit einigen Zusätzen. Dyk in Comm., Leipzig 1815, weitere Auflagen: 4., 1817; 5., Oehmigke, Berlin 1825; 6., Oehmigke, Berlin 1832.[19]
- [ohne Verfasserangabe]: Unser Verkehr. Expedition des Dramatischen Wochenblatts, Berlin 1815.[19]
- [ohne Verfasserangabe]: Unser Verkehr : eine Posse in einem Aufzug (= Reclams Universal-Bibliothek. Band 129). Reclam, Leipzig [circa 1868].
- Die Judenschule. Bearbeiter Karl Konrad. Flemming, Breslau/Dt. Lissa 1936.

Rezensionen zu Unser Verkehr
- Friedrich Karl Julius Schütz: Über die Posse: „Unser Verkehr“, und ihren Verfasser. In: Zeitung für die elegante Welt. Jg. 15, 1815, Sp. 1737–40, 1745–49.[19]
- Ludwig Börne: Unser Verkehr. Posse. Dramaturgische Blätter [1818?]. In: Ludwig Börne: Sämtliche Schriften. Melzer, Düsseldorf 1964, S. 415–421.

Jakobs Kriegsthaten und Hochzeit
Alle folgenden Ausgaben sind ohne Verfasserangabe
- Jakobs Kriegsthaten und Hochzeit. Fastnachts-Posse in drei Akten. Auch als Fortsetzung von „Unser Verkehr“. [Boselli], Kanaan [Frankfurt am Main] 1816. (Digitalisat der Uni-Münster).
- Jakobs Kriegsthaten und Hochzeit. Fastnachtsposse in drei Aufzügen. Auch als Fortsetzung von: „Unser Verkehr.“ Hammer und Kompagnie, Krackau [1816]. (Scan in der Google-Buchsuche).
- Jakobs Kriegsthaten und Hochzeit. Posse in 3 Akten. Zweite, durchaus verbesserte und vermehrte Ausgabe. Auch als Fortsetzung von „Unser Verkehr.“ In Kommission bei Ferdinand Boselli, Kanaan [Frankfurt am Main] 1816. (Digitalisat).
- Jakobs Kriegsthaten und Hochzeit. Posse in 3 Akten. Dritte durchaus verbesserte und vermehrte Ausgabe. Auch als Fortsetzung von „Unser Verkehr.“ In Kommission bei Ferdinand Boselli, Kanaan [Frankfurt am Main] 1817. (Scan in der Google-Buchsuche).
- Unser Verkehr, und Jakobs Kriegsthaten und Hochzeit. Zwei dramatische Possen. Wien 1817. (Scan in der Google-Buchsuche).
- Neueste deutsche Schaubühne, oder dramatische Bibliothek der neuesten Lust-, Schau-, Sing- und Trauerspiele für das Jahr 1817, Zweiter Band, Augsburg und Leipzig 1817, S. 175–236. (Digitalisat).

## Gegenstücke und Seitenstücke zuUnser Verkehr
- A...i, C. R.: Die Broschüren gegen die Juden oder Die Rache. Lustspiel in einem Akte. Frankfurt am Main 1816.
- L T. H. W. Wichmann: Edelmuth und Schlechtsinn. Seitenstück zu Unserm Verkehr. Berlin: Logier 1815. (Digitalisat)
- Johann Ferdinand Leps (Pseudonym: Ferdinand Treu): Die Ohnmacht. Posse in zwey Acten. Seitenstück zu: Unser Verkehr. Leipzig: Kummer 1816. (Digitalisat)
- Julius von Voß: Euer Verkehr: Posse in einem Aufzuge. Gegenstück zur Judenschule oder Unserm Verkehr, von Herrn Dr. Sessa. In: Neueste deutsche Schaubühne. 1817. Band 5, S. 247–289.[19] (Digitalisat)
- Simon Höchheimer: Der Spiegel für Israeliten. Ein Gegenstück zu der Posse: „Unser Verkehr“. Campe, Nürnberg 1817.[19] (Digitalisat)
- Aaron in der Klemme, oder der Bräutigam als Braut. Ein Schauspiel mit Ernst und Scherz in drei Aufzügen. Berlin, 1818.[19] (Digitalisat)
- Carl Friedrich Solbrig: Die Judenschaft in der Klemme. Eine Posse in einem Akt. Seitenstück zu: Unser Verkehr. Und Die Dorfschule. Zwei dramatische Possen. v. Schütz, Magdeburg 1819 (Scan in der Google-Buchsuche).[19]
- J. Treuherz (jun.): Die Verlobung, oder: Der Bräutigam im Felleisen. Fastnachts-Posse in einem Aufzuge. Ein Seitenstück zu der Posse: „Unser Verkehr“. L. Oehmigke, Berlin 1833 (2. Auflage. 1863, OCLC 253992392).[19][20]
- Itzig Feitel Stern: Unser wahrer Verkehr, bestehend in einzelnen jüdischen Familien-Scenen in vier Abtheilung, Meissen 1833 (Digitalisat)

Karl Goedeke zählte weitere Werke auf, die vermutlich als Reaktion auf Sessas Text entstanden sind. Doch sind diese Angaben nicht immer korrekt.